# Августа Баден-Баденская
Августа Баден-Баденская (нем. Auguste von Baden-Baden, фр. Auguste de Bade-Bade), или Августа Мария Иоганна Баден-Баденская (нем. Auguste Maria Johanna von Baden-Baden; 10 ноября 1704, Замок Йоганнесбург, Майнцское курфюршество — 8 августа 1726, Пале-Рояль, I округ Парижа) — принцесса из дома Церингенов, дочь Людвига Вильгельма, маркграфа Баден-Бадена; в замужестве герцогиня Орлеанская.

## Биография
Августа Мария Иоганна Баден-Баденская родилась в Ашаффенбурге 10 ноября 1704 года. Она была дочерью Людвига Вильгельма, маркграфа Баден-Бадена и принцессы Сибиллы Саксен-Лауэнбургской. После смерти отца в 1707 году, мать стала регентом при несовершеннолетнем брате принцессы, принце Людвиге Георге.
Вдовствующая маркграфиня покровительствовала искусствам. Она превратила столицу маркграфства в один из центров европейской барочной архитектуры. Сама принцесса наблюдала за строительством новой резиденции матери — дворца Фаворит в Раштатте.
Её тетя, старшая сестра матери, принцесса Анна Мария Франциска Саксен-Лауэнбургская была замужем за Джан Гастоне Медичи, великим герцогом Тосканским. Дальними родственниками принцессе приходились принцы и принцессы Кариньянские.

## Брак и потомство
13 июля 1724 года Августа Баденская сочеталась браком с Людовиком де Бурбоном (4 августа 1703 — 04 февраля 1752), герцогом Орлеанским, внуком младшего брата Людовика XIV, короля Франции. Покойный отец принцессы и дедушка её мужа были непримиримыми врагами. В приданое за ней было дано 80 000 ливров.
В Версале она была известна, как Жанна де Бад. Брак с первым принцем крови присвоил ей титул «мадам Принцесса» и, вместе со свекровью Франсуазой Марией де Бурбон, герцогиней-матерью Орлеанской, сделал одной из самых важных дам при дворе юного короля Людовика XV. В 1725 году король женился на принцессе Марии Лещинской, после чего, согласно придворному этикету, статус герцогини Орлеанской отступил на позицию.
Герцог и герцогиня Орлеанские жили в замке Сен-Клу. Они также владели апартаментами в Версальском дворце, где в 1725 году у них родился их первенец. Всего в этом браке родились двое детей:
- Людовик Филипп Орлеанский (12 мая 1725 — 18 ноября 1785), герцога Шартрский, герцог Орлеанский, женился на принцессе Луизе Генриетте де Бурбон-Конти;
- Луиза Мария Орлеанская (5 августа 1726 — 14 мая 1728), мадемуазель д’Орлеан.

Августа Мария Иоганна Баден-Баденская умерла 8 августа 1726 года в возрасте двадцати двух лет, через три дня после рождения дочери во дворце Пале-Рояль, своей резиденции в Париже. Несмотря на недолгую семейную жизнь, многие современники утверждали, что герцогская чета была одной из самых счастливых семей при французском дворе. Они полюбили друг друга с первого дня знакомства. Овдовев, герцог длительное время носил траур по покойной супруге.

## Титулы
Титулатура Августы Баден-Баденской:
- с 10 ноября 1704 по 13 июля 1724: Её Светлость, принцесса Августа Баден-Баденская, маркграфиня Баден-Бадена;
- с 13 июля 1724 по 8 августа 1726: Её Высочество герцогиня Орлеанская, мадам Принцесса.